# Aristolochia howii
Aristolochia howii là một loài thực vật có hoa trong họ Aristolochiaceae. Loài này được Merr. & Chun mô tả khoa học đầu tiên năm 1940.